# Ermita de Santa Ana

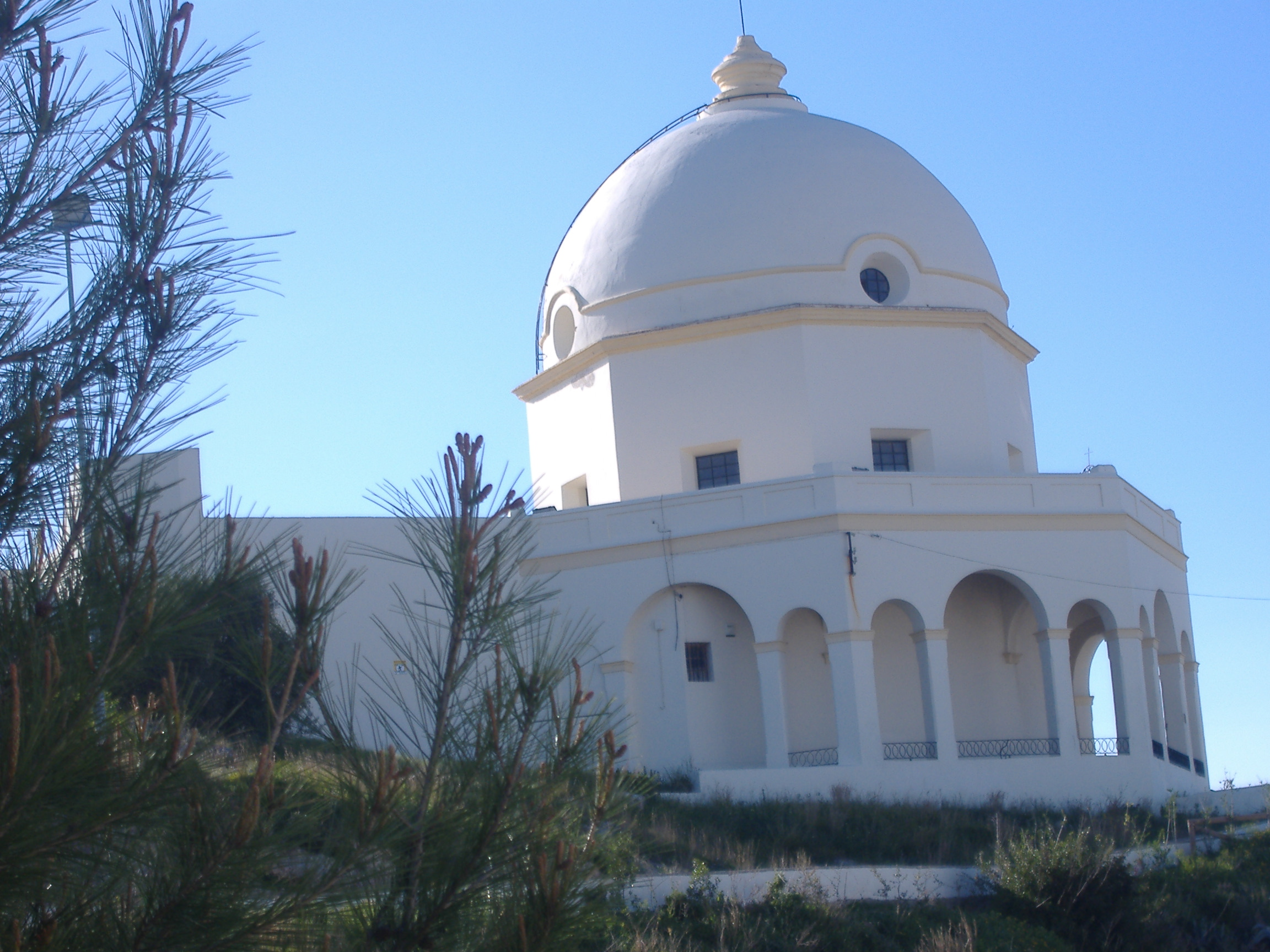
Ermita de Santa Ana

Ermita de Santa Ana (Chapel of Santa Ana) là một nhà thờ nằm ở Chiclana de la Frontera, thuộc Cádiz (tỉnh), Andalucía, phía tây nam Tây Ban Nha.
Nhà thờ nằm ở phần cao nhất của thành phố. Nhà thờ được thiết kế bởi kiến trúc sư Cádiz Torcuato Cayón theo các sáng kiến của anh em Francisco de Paula và José Manjón